# Shelburn
Shelburn és una població dels Estats Units a l'estat d'Indiana. Segons el cens del 2000 tenia 1.268 habitants.

## Demografia
Segons el cens del 2000, Shelburn tenia 1.268 habitants, 510 habitatges, i 350 famílies. La densitat de població era de 741,8 habitants/km².
Dels 510 habitatges en un 33,3% hi vivien nens de menys de 18 anys, en un 48% hi vivien parelles casades, en un 14,7% dones solteres, i en un 31,2% no eren unitats familiars. En el 27,8% dels habitatges hi vivien persones soles l'11,4% de les quals corresponia a persones de 65 anys o més que vivien soles. El nombre mitjà de persones vivint en cada habitatge era de 2,47 i el nombre mitjà de persones que vivien en cada família era de 2,96.
Per edats la població es repartia de la següent manera: un 27,6% tenia menys de 18 anys, un 9,1% entre 18 i 24, un 26,7% entre 25 i 44, un 23,9% de 45 a 60 i un 12,8% 65 anys o més.
L'edat mediana era de 34 anys. Per cada 100 dones de 18 o més anys hi havia 91,3 homes.
La renda mediana per habitatge era de 25.714 $ i la renda mediana per família de 30.294 $. Els homes tenien una renda mediana de 26.467 $ mentre que les dones 20.521 $. La renda per capita de la població era de 12.752 $. Entorn del 17% de les famílies i el 18% de la població estaven per davall del llindar de pobresa.

## Poblacions més properes
El següent diagrama mostra les poblacions més properes.